# Карпинский, Франц Филиппович
Франц Филиппович Карпинский (1906—1945) — старший лейтенант Рабоче-крестьянской Красной Армии, участник Великой Отечественной войны, Герой Советского Союза (1946).

## Биография
Франц Карпинский родился в селе Ивашково (ныне — Ивашков в Кодымском районе Одесской области Украины). После окончания начальной школы проживал в Ашхабаде, работал начальником отдела снабжения и сбыта на одном из городских заводов. В 1941 году Карпинский был призван на службу в Рабоче-крестьянскую Красную Армию. В 1943 году он окончил курсы младших лейтенантов. С декабря того же года — на фронтах Великой Отечественной войны. Принимал участие в боях на Юго-Западном, 3-м и 4-м Украинских, 1-м Белорусском фронтах. К апрелю 1945 года старший лейтенант Франц Карпинский командовал сапёрным взводом 442-го отдельного сапёрного батальона 248-й стрелковой дивизии (9-го стрелкового корпуса, 5-й ударной армии, 1-го Белорусского фронта). Отличился во время штурма Берлина.
29 апреля 1945 года Карпинский возглавил группу, которая должна была сделать проход в баррикадах, преграждавших путь советской пехоте к укреплённому узлу немецкой обороны. Сапёры под его руководством успешно выполнили задание. Во время штурма узла Карпинский получил ранение в руку, но продолжал сражаться. Пробравшись с группой сапёров вперёд, он подорвал здание с большим количеством огневых точек. В том бою Карпинский получил смертельное ранение, от которого скончался 16 мая 1945 года. Похоронен в Берлине на Советском военном мемориале в Трептов-парке .
Указом Президиума Верховного Совета СССР от 15 мая 1946 года за «образцовое выполнение боевых заданий командования на фронте борьбы с немецкими захватчиками и проявленные при этом мужество и героизм» старший лейтенант Франц Карпинский посмертно был удостоен высокого звания Героя Советского Союза. Также был награждён орденами Ленина и Отечественной войны 1-й степени, двумя орденами Красной Звезды, рядом медалей.